# روبرتو کاستریو
روبرتو کاستریو (اسپانیایی: Roberto Castrillo‎؛ زادهٔ ۳۰ ژوئن ۱۹۴۱) تیرانداز اهل کوبا بود.
وی در مسابقات کشوری و بین‌المللی در مجموع برندهٔ ۱ مدال برنز شده‌است.